# بطولة العالم للدراجات على المضمار 1953
بطولة العالم للدراجات على المضمار 1953 هي الدورة ال50 من بطولة العالم للدراجات على المضمار، أجريت في زيورخ، سويسرا. تم التنافس في خمس فعاليات للرجال، 3 منها للمحترفين و2 للهواة.

## النتائج النهائية
| المسابقة                              | ذهبية                    | فضية                       | برونزية                     |
| ------------------------------------- | ------------------------ | -------------------------- | --------------------------- |
| السرعة الفردية                        | آري فان فليت (NED)       | إنزو ساكي (ITA)            | ريج هاريس (GBR)             |
| سباق المطاردة الفردية                 | سيد باترسون (أستراليا)   | كاي فيرنر نيلسن (الدنمارك) | أنطونيو بيفيلاكوا (إيطاليا) |
| سباق مطاردة الدراجة النارية للمحترفين | Adolph Verschueren (BEL) | روجر Queugnet (FRA)        | هنري يموان (FRA)            |